# 切り株につながれた2頭の猟犬
『切り株につながれた2頭の猟犬』（きりかぶにつながれたにとうのりょうけん、仏: Deux chiens de chasse liés à une souche、英: Two Hunting Dogs Tied to a Tree Stump）は、イタリア盛期ルネサンスのヴェネツィア派の画家ヤコポ・バッサーノが1548年にキャンバス上に油彩で制作した絵画である。元来、ヴェネツィアの伯爵アントニオ・ゼンターニ (Antonio Zentani) のために描かれた作品で、数々の所有者を経て、1994年以来パリのルーヴル美術館に所蔵されている。

## 作品

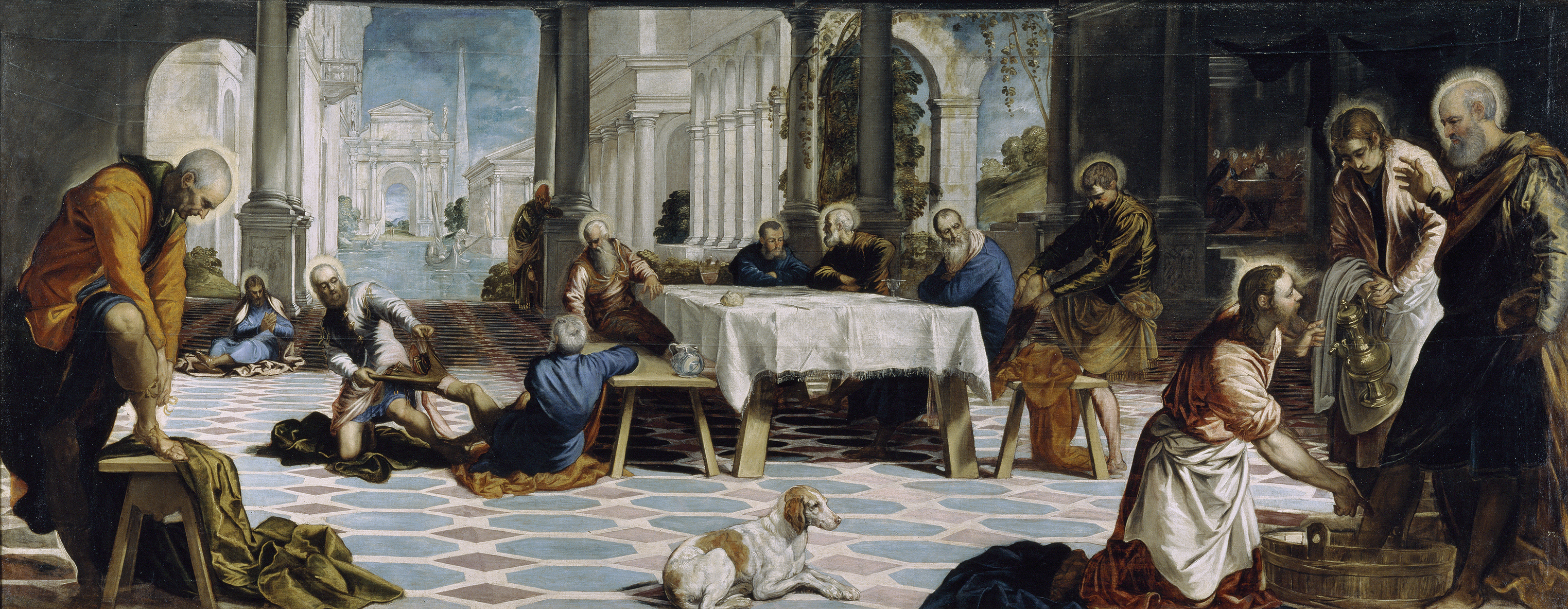
ティントレット『弟子の足を洗うキリスト』（1548-1549年ごろ）、プラド美術館、マドリード

ヴェネツィアの画家たちの伝記作者カルロ・リドルフィによれば、ヤコポは故郷の町バッサーノ・デル・グラッパにあった自身のハーブ庭園の植物の中に絵に描いた本物そっくりの毒ヘビを置いて、来場者を驚かし、自身の芸術の宣伝を行ったという。画家は動物の描写で有名であった。
本作は、近世以降に描かれた動物肖像画としては最も古いものの1つである。以前にもヤコポ・バッサーノは死んだ生物を静物画の中に描き、紙で動物描写の習作を試みていたが、この作品は油彩画として新たなジャンルを開拓するものであった。
ヤコポは歴史画にも自分の犬をモデルにして描いたことが知られており、この絵画に描かれた2匹の犬もおらく画家本人の犬をモデルにしたとみられる。犬の身体のあらゆる細部が入念に研究され、精密に再現されており、手前の犬の毛の光沢や、後の犬の脚の描写には並外れた技量が発揮されている。曲げた脚および半分閉じた目などは肖像画のようであり、犬たちはまるで生きているかのように描かれている。しかし、その一方で、切り株や空の雲は平板な印象を与える。
なお、ヴェネツィア派の巨匠ティントレットは、本作の委嘱者であるアントニオ・ゼンターニの家族の肖像を数点描いていたため、彼の家で本作を見たのかもしれない。ティントレットは、同僚であったヤコポに敬意を表して自身の『弟子の足を洗うキリスト』（プラド美術館、マドリード) 中に本作の前景に描かれた犬を登場させている。